# 荒井一博
荒井 一博（あらい かずひろ、1949年4月22日 - ）は、日本の経済学者。一橋大学名誉教授。専門は、ミクロ経済学・日本経済論。研究分野は、日本の組織と雇用制度、ソシオ・エコノミクス、労働経済学、日本経済論、教育の経済学、文化の経済学、情報と不確実性の経済学、ミクロ経済学。パデュー大学客員助教授、クイーンズランド大学客員教授等を歴任。

## 略歴
- 1949年　長野県生まれ
- 1968年　長野県上田高等学校卒業[1]
- 1973年　東京外国語大学外国語学部英米語学科卒業
- 1975年　一橋大学大学院経済学研究科修士課程修了、指導教官宮澤健一[2]
- 1979年　イリノイ大学大学院博士課程修了（Ph.D.）
- 1979年　（米）パデュー大学 Visiting Assistant Professor
- 1980年　一橋大学経済学部講師
- 1983年　一橋大学経済学部助教授
- 1990年　一橋大学経済学部教授
- 1992年　（豪）クイーンズランド大学 Visiting Professor
- 1998年　一橋大学大学院経済学研究科教授
- 2013年　一橋大学定年退職、一橋大学大学院経済学研究科特任教授、一橋大学名誉教授
- 2015年　一橋大学退職

## 著書
- 『教育の経済学』有斐閣、1995年。
- 『雇用制度の経済学』中央経済社、1996年。
- 『終身雇用制と日本文化』中央公論社、1997年。
- 『ミクロ経済学』中央経済社、1997年。
- The Economics of Education: An Analysis of College-Going Behavior, Springer-Verlag, 1998.
- 『ミクロ経済理論』有斐閣、1999年。
- 『文化の経済学』文藝春秋、2000年。
- 『ファンダメンタル ミクロ経済学』中央経済社、2000年。
- 『文化・組織・雇用制度』有斐閣、2001年。
- 『教育の経済学・入門』勁草書房、2002年。
- 『経済学入門』（共著）中央経済社、2002年。
- 『はじめて学ぶ経済学』（共著）中央経済社、2003年。
- 『脱・虚構の教育改革』日本評論社、2004年。
- 『信頼と自由』勁草書房、2006年。
- その他。